# Сплюшка темноголова
Сплюшка темноголова (Megascops atricapilla) — вид совоподібних птахів родини совових (Strigidae). Мешкає в Південній Америці.

## Опис

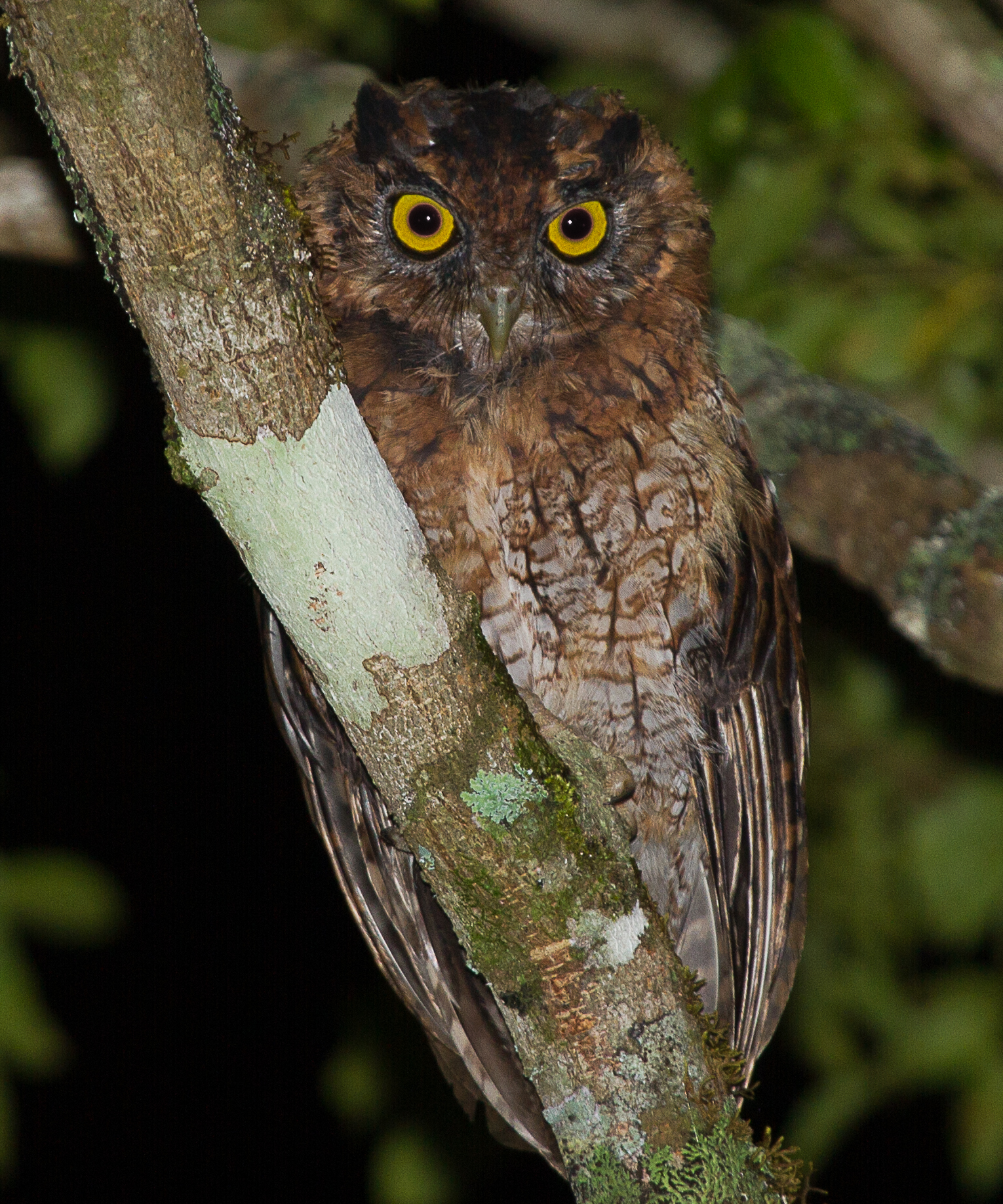
Темноголова сплюшка

Довжина птаха становить 22-23 см, самці важать 115-140 г, самиці 160 г. Забарвлення існує в коричневій, рудій і сірій морфах. Лицевий диск світлий з чіткими темними краями, на голові помітні пір'яні "вуха". Тім'я чорнувате. Верхня частина тіла у представників коричневої морфи темно-коричнева, поцяткована блідими плямками і смужками. На крилах світлі плямки формують смуги. Нижня частина тіла світла, поцятковані темними плямками. Представники рудої і сірої морфи мають відповідно рудуватий і сірий відтінок верхньої частини тіла.
Голос — довга, швидка трель, яка набирає гучність і різко обривається. Також можна почути швидкі трелі. Птахи кричать дуетом.

## Поширення і екологія
Темноголові сплюшки мешкають на південному сході Бразилії (на південь від Баїї і Мінас-Жерайса), на сході Парагваю і на північному сході Аргентини (Місьйонес). Вони живуть у вологих атлантичних лісах з густим підліском, на висоті до 250 м над рівнем моря, на півночі ареалу на висоті до 600 м над рівнем моря. Ведуть нічний спосіб життя. Живляться комахами і павуками, можливо, також дрібними хребетними. Гніздяться в дуплах дерев. В кладці 2-3 яйця, насиджують лише самиці.